# Stone Gon'
Stone Gon'  es el segundo álbum de estudio del cantante, compositor y productor estadounidense Barry White, lanzado el 2 de octubre de 1973 por la compañía discográfica 20th Century Records. El disco fue arreglado orquestalmente por Barry White y Gene Page. Llegó a lo más alto de las listas de álbumes R&B/Hip-Hop. También alcanzó la posición #20 en la lista Billboard 200 y la posición #18 en el Reino Unido. El álbum fue un gran éxito, y los dos sencillos lanzados, Never, Never Gonna Give Ya Up y Honey Please, Can't Ya See, estuvieron entre las diez mejores posiciones de la lista Billboard R&B. Ambas canciones fueron exitosas en la lista Billboard Hot 100, alcanzando las posiciones #7 y #44 respectivamente. Never, Never Gonna Give Ya Up fue también un éxito en la lista británica, alcanzando la posición #14. El álbum fue digitalmente remasterizado y relanzado en formato CD el 3 de mayo de 1994 por Island/Mercury Records.

## Listado de canciones
Todas las canciones escritas y compuestas por Barry White. 
| Side one |                                            |          |  |
| N.º      | Título                                     | Duración |  |
| 1.       | «Girl It's True, Yes I'll Always Love You» | 8:36     |  |
| 2.       | «Honey Please, Can't Ya See»               | 5:11     |  |
| 3.       | «You're My Baby»                           | 9:08     |  |

| Side two |                                    |          |  |
| N.º      | Título                             | Duración |  |
| 1.       | «Hard to Believe That I Found You» | 6:59     |  |
| 2.       | «Never, Never Gonna Give Ya Up»    | 7:55     |  |

Todas las canciones fueron compuestas por Barry White.

## Listas
| Lista (1973)                | Posición |
| --------------------------- | -------- |
| U.S. Billboard Top LPs      | 20       |
| U.S. Billboard Top Soul LPs | 1        |
| Reino Unido                 | 18       |

Sencillos
| Año  | Sencillo                        | Posición más alta | Posición más alta | Posición más alta |
| Año  | Sencillo                        | US                | US R&B            | UK                |
| ---- | ------------------------------- | ----------------- | ----------------- | ----------------- |
| 1973 | "Never, Never Gonna Give Ya Up" | 7                 | 2                 | 14                |
| 1973 | "Honey Please, Can't Ya See"    | 44                | 6                 | —                 |